# Iolaus penningtoni
Iolaus penningtoni är en fjärilsart som beskrevs av Henry Stempffer och Bennett 1959. Iolaus penningtoni ingår i släktet Iolaus och familjen juvelvingar. Inga underarter finns listade i Catalogue of Life.